# Velká cena Velké Británie silničních motocyklů 2025
Velká cena Velké Británie 2025 (oficiálně Tissot Grand Prix of the United Kingdom) byl sedmý závodní víkend mistrovství světa silničních motocyklů 2025. Konal se 23. - 25. května na okruhu Silverstone Circuit v Anglii v oblasti Northamptonshire.

## MotoGP Sprint
Závod MotoGP Sprint se konal 24. května 2025.
| Poř.                                                         | Č. | Jezdec                | Tým                               | Výrobce | Kol | Čas       | St. | Body |
| ------------------------------------------------------------ | -- | --------------------- | --------------------------------- | ------- | --- | --------- | --- | ---- |
| 1                                                            | 73 | Álex Márquez          | BK8 Gresini Racing MotoGP         | Ducati  | 10  | 19:53.657 | 2   | 12   |
| 2                                                            | 93 | Marc Márquez          | Ducati Lenovo Team                | Ducati  | 10  | +3.511    | 4   | 9    |
| 3                                                            | 49 | Fabio Di Giannantonio | Pertamina Enduro VR46 Racing Team | Ducati  | 10  | +5.072    | 7   | 7    |
| 4                                                            | 72 | Marco Bezzecchi       | Aprilia Racing                    | Aprilia | 10  | +5.658    | 11  | 6    |
| 5                                                            | 5  | Johann Zarco          | Castrol Honda LCR                 | Honda   | 10  | +6.707    | 9   | 5    |
| 6                                                            | 63 | Francesco Bagnaia     | Ducati Lenovo Team                | Ducati  | 10  | +7.057    | 3   | 4    |
| 7                                                            | 20 | Fabio Quartararo      | Monster Energy Yamaha MotoGP Team | Yamaha  | 10  | +7.231    | 1   | 3    |
| 8                                                            | 37 | Pedro Acosta          | Red Bull KTM Factory Racing       | KTM     | 10  | +9.186    | 14  | 2    |
| 9                                                            | 43 | Jack Miller           | Prima Pramac Yamaha MotoGP        | Yamaha  | 10  | +9.923    | 6   | 1    |
| 10                                                           | 10 | Luca Marini           | Honda HRC Castrol                 | Honda   | 10  | +10.206   | 8   |      |
| 11                                                           | 21 | Franco Morbidelli     | Pertamina Enduro VR46 Racing Team | Ducati  | 10  | +10.898   | 10  |      |
| 12                                                           | 36 | Joan Mir              | Honda HRC Castrol                 | Honda   | 10  | +11.405   | 13  |      |
| 13                                                           | 12 | Maverick Viñales      | Red Bull KTM Tech3                | KTM     | 10  | +11.933   | 18  |      |
| 14                                                           | 54 | Fermín Aldeguer       | BK8 Gresini Racing MotoGP         | Ducati  | 10  | +15.376   | 5   |      |
| 15                                                           | 23 | Enea Bastianini       | Red Bull KTM Tech3                | KTM     | 10  | +18.135   | 17  |      |
| 16                                                           | 88 | Miguel Oliveira       | Prima Pramac Yamaha MotoGP        | Yamaha  | 10  | +19.213   | 15  |      |
| 17                                                           | 41 | Aleix Espargaró       | Honda HRC Test Team               | Honda   | 10  | +20.468   | 21  |      |
| 18                                                           | 32 | Lorenzo Savadori      | Aprilia Racing                    | Aprilia | 10  | +20.968   | 20  |      |
| 19                                                           | 25 | Raúl Fernández        | Trackhouse MotoGP Team            | Aprilia | 10  | +24.729   | 16  |      |
| 20                                                           | 42 | Álex Rins             | Monster Energy Yamaha MotoGP Team | Yamaha  | 10  | +26.919   | 12  |      |
| 21                                                           | 35 | Somkiat Chantra       | IDEMITSU Honda LCR                | Honda   | 10  | +32.532   | 22  |      |
| Ret                                                          | 33 | Brad Binder           | Red Bull KTM Factory Racing       | KTM     | 1   | nehoda    | 19  |      |
| Nejrychlejší kolo: Álex Márquez (Ducati) – 1:58.714 (kolo 3) |    |                       |                                   |         |     |           |     |      |
| Oficiální zpráva ze sprintu MotoGP                           |    |                       |                                   |         |     |           |     |      |

### MotoGP
Závod, původně naplánovaný na 20 kol, byl po prvním kole přerušen kvůli olejové skvrně na trati. Později byl restartován a odjet na 19 kol.
| Poř.                                                             | Č. | Jezdec                | Tým                               | Výrobce | Kol | Čas       | St. | Body |
| ---------------------------------------------------------------- | -- | --------------------- | --------------------------------- | ------- | --- | --------- | --- | ---- |
| 1                                                                | 72 | Marco Bezzecchi       | Aprilia Racing                    | Aprilia | 19  | 38:16.037 | 10  | 25   |
| 2                                                                | 5  | Johann Zarco          | Castrol Honda LCR                 | Honda   | 19  | +4.088    | 9   | 20   |
| 3                                                                | 93 | Marc Márquez          | Ducati Lenovo Team                | Ducati  | 19  | +5.929    | 4   | 16   |
| 4                                                                | 21 | Franco Morbidelli     | Pertamina Enduro VR46 Racing Team | Ducati  | 19  | +5.946    | 13  | 13   |
| 5                                                                | 73 | Álex Márquez          | BK8 Gresini Racing MotoGP         | Ducati  | 19  | +6.024    | 2   | 11   |
| 6                                                                | 37 | Pedro Acosta          | Red Bull KTM Factory Racing       | KTM     | 19  | +7.109    | 14  | 10   |
| 7                                                                | 43 | Jack Miller           | Prima Pramac Yamaha MotoGP        | Yamaha  | 19  | +7.398    | 6   | 9    |
| 8                                                                | 54 | Fermín Aldeguer       | BK8 Gresini Racing MotoGP         | Ducati  | 19  | +8.584    | 5   | 8    |
| 9                                                                | 49 | Fabio Di Giannantonio | Pertamina Enduro VR46 Racing Team | Ducati  | 19  | +9.764    | 7   | 7    |
| 10                                                               | 36 | Joan Mir              | Honda HRC Castrol                 | Honda   | 19  | +10.320   | 12  | 6    |
| 11                                                               | 12 | Maverick Viñales      | Red Bull KTM Tech3                | KTM     | 19  | +11.318   | 18  | 5    |
| 12                                                               | 25 | Raúl Fernández        | Trackhouse MotoGP Team            | Aprilia | 19  | +16.175   | 16  | 4    |
| 13                                                               | 42 | Álex Rins             | Monster Energy Yamaha MotoGP Team | Yamaha  | 19  | +16.312   | 11  | 3    |
| 14                                                               | 33 | Brad Binder           | Red Bull KTM Factory Racing       | KTM     | 19  | +16.262   | 19  | 2    |
| 15                                                               | 10 | Luca Marini           | Honda HRC Castrol                 | Honda   | 19  | +23.729   | 8   | 1    |
| 16                                                               | 88 | Miguel Oliveira       | Prima Pramac Yamaha MotoGP        | Yamaha  | 19  | +31.641   | 15  |      |
| 17                                                               | 23 | Enea Bastianini       | Red Bull KTM Tech3                | KTM     | 19  | +54.225   | 17  |      |
| 18                                                               | 32 | Lorenzo Savadori      | Aprilia Racing                    | Aprilia | 19  | +56.488   | 20  |      |
| 19                                                               | 35 | Somkiat Chantra       | IDEMITSU Honda LCR                | Honda   | 19  | +1:04.884 | 22  |      |
| Ret                                                              | 20 | Fabio Quartararo      | Monster Energy Yamaha MotoGP Team | Yamaha  | 12  | technika  | 1   |      |
| Ret                                                              | 63 | Francesco Bagnaia     | Ducati Lenovo Team                | Ducati  | 3   | nehoda    | 3   |      |
| Ret                                                              | 41 | Aleix Espargaró       | Honda HRC Test Team               | Honda   | 3   | technika  | 21  |      |
| Nejrychlejší kolo: Marco Bezzecchi (Aprilia) – 1:59.770 (kolo 9) |    |                       |                                   |         |     |           |     |      |
| Oficiální zpráva ze závodu MotoGP                                |    |                       |                                   |         |     |           |     |      |

## Pořadí jezdců MotoGP
|   | Poř. | Jezdec            | Body |
| - | ---- | ----------------- | ---- |
|   | 1    | Marc Márquez      | 196  |
|   | 2    | Álex Márquez      | 172  |
|   | 3    | Francesco Bagnaia | 124  |
|   | 4    | Franco Morbidelli | 98   |
| 1 | 5    | Johann Zarco      | 97   |

## Moto2
| Poř.                                                           | Č. | Jezdec                  | Tým                           | Výrobce         | Kol | Čas       | St. | Body |
| -------------------------------------------------------------- | -- | ----------------------- | ----------------------------- | --------------- | --- | --------- | --- | ---- |
| 1                                                              | 81 | Senna Agius             | Liqui Moly Dynavolt Intact GP | Kalex           | 17  | 35:26.390 | 5   | 25   |
| 2                                                              | 10 | Diogo Moreira           | Italtrans Racing Team         | Kalex           | 17  | +0.434    | 3   | 20   |
| 3                                                              | 80 | David Alonso            | CFMOTO Gaviota Aspar Team     | Kalex           | 17  | +0.498    | 4   | 16   |
| 4                                                              | 44 | Arón Canet              | Fantic Racing Lino Sonego     | Kalex           | 17  | +0.518    | 1   | 13   |
| 5                                                              | 28 | Izan Guevara            | BLU CRU Pramac Yamaha Moto2   | Luca Boscoscuro | 17  | +0.673    | 8   | 11   |
| 6                                                              | 13 | Celestino Vietti        | Beta Tools SpeedRS Team       | Luca Boscoscuro | 17  | +2.820    | 19  | 10   |
| 7                                                              | 12 | Filip Salač             | Elf Marc VDS Racing Team      | Luca Boscoscuro | 17  | +3.437    | 16  | 9    |
| 8                                                              | 16 | Joe Roberts             | OnlyFans American Racing Team | Kalex           | 17  | +4.448    | 14  | 8    |
| 9                                                              | 24 | Marcos Ramírez          | OnlyFans American Racing Team | Kalex           | 17  | +4.683    | 6   | 7    |
| 10                                                             | 21 | Alonso López            | Beta Tools SpeedRS Team       | Luca Boscoscuro | 17  | +5.070    | 10  | 6    |
| 11                                                             | 96 | Jake Dixon              | Elf Marc VDS Racing Team      | Luca Boscoscuro | 17  | +7.565    | 13  | 5    |
| 12                                                             | 75 | Albert Arenas           | Italjet Gresini Moto2         | Kalex           | 17  | +12.302   | 11  | 4    |
| 13                                                             | 84 | Zonta van den Goorbergh | RW-Idrofoglia Racing GP       | Kalex           | 17  | +16.315   | 20  | 3    |
| 14                                                             | 14 | Tony Arbolino           | BLU CRU Pramac Yamaha Moto2   | Luca Boscoscuro | 17  | +18.242   | 21  | 2    |
| 15                                                             | 9  | Jorge Navarro           | Klint Forward Factory Team    | Forward Racing  | 17  | +18.359   | 15  | 1    |
| 16                                                             | 3  | Sergio García           | QJMotor – Frinsa – MSi        | Luca Boscoscuro | 17  | +19.268   | 22  |      |
| 17                                                             | 71 | Ayumu Sasaki            | RW-Idrofoglia Racing GP       | Kalex           | 17  | +19.489   | 17  |      |
| 18                                                             | 27 | Daniel Holgado          | CFMOTO Gaviota Aspar Team     | Kalex           | 17  | +19.552   | 9   |      |
| 19                                                             | 53 | Deniz Öncü              | Red Bull KTM Ajo              | Kalex           | 17  | +20.093   | 18  |      |
| 20                                                             | 92 | Yuki Kunii              | Idemitsu Honda Team Asia      | Kalex           | 17  | +25.723   | 23  |      |
| 21                                                             | 17 | David Muñoz             | Klint Forward Factory Team    | Forward Racing  | 17  | +40.560   | 24  |      |
| Ret                                                            | 7  | Barry Baltus            | Fantic Racing Lino Sonego     | Kalex           | 14  | nehoda    | 7   |      |
| Ret                                                            | 18 | Manuel González         | Liqui Moly Dynavolt Intact GP | Kalex           | 14  | nehoda    | 2   |      |
| Ret                                                            | 4  | Iván Ortolá             | QJMotor – Frinsa – MSi        | Luca Boscoscuro | 14  | nehoda    | 12  |      |
| Nejrychlejší kolo: Manuel González (Kalex) - 2:04.034 (kolo 3) |    |                         |                               |                 |     |           |     |      |
| OFFICIAL MOTO2 RACE REPORT                                     |    |                         |                               |                 |     |           |     |      |

## Moto3
| Poř.                                                           | Č. | Jezdec             | Tým                           | Výrobce | Kol | Čas       | St. | Body |
| -------------------------------------------------------------- | -- | ------------------ | ----------------------------- | ------- | --- | --------- | --- | ---- |
| 1                                                              | 99 | José Antonio Rueda | Red Bull KTM Ajo              | KTM     | 15  | 32:58.943 | 26  | 25   |
| 2                                                              | 28 | Máximo Quiles      | CFMOTO Valresa Aspar Team     | KTM     | 15  | +0.046    | 5   | 20   |
| 3                                                              | 58 | Luca Lunetta       | SIC58 Squadra Corse           | Honda   | 15  | +0.908    | 6   | 16   |
| 4                                                              | 83 | Álvaro Carpe       | Red Bull KTM Ajo              | KTM     | 15  | +1.071    | 1   | 13   |
| 5                                                              | 73 | Valentín Perrone   | Red Bull KTM Tech3            | KTM     | 15  | +1.176    | 8   | 11   |
| 6                                                              | 22 | David Almansa      | Leopard Racing                | Honda   | 15  | +1.349    | 3   | 10   |
| 7                                                              | 94 | Guido Pini         | LIQUI MOLY Dynavolt Intact GP | KTM     | 15  | +1.492    | 10  | 9    |
| 8                                                              | 6  | Ryusei Yamanaka    | FRINSA – MT Helmets – MSI     | KTM     | 15  | +1.778    | 13  | 8    |
| 9                                                              | 32 | Vicente Pérez      | LEVELUP-MTA                   | KTM     | 15  | +2.618    | 14  | 7    |
| 10                                                             | 10 | Nicola Carraro     | Rivacold Snipers Team         | Honda   | 15  | +2.779    | 11  | 6    |
| 11                                                             | 19 | Scott Ogden        | CIP Green Power               | KTM     | 15  | +2.953    | 15  | 5    |
| 12                                                             | 72 | Taiyo Furusato     | Honda Team Asia               | Honda   | 15  | +4.000    | 19  | 4    |
| 13                                                             | 12 | Jacob Roulstone    | Red Bull KTM Tech3            | KTM     | 15  | +6.626    | 12  | 3    |
| 14                                                             | 14 | Cormac Buchanan    | DENSSI Racing – BOE           | KTM     | 15  | +22.242   | 18  | 2    |
| 15                                                             | 54 | Riccardo Rossi     | Rivacold Snipers Team         | Honda   | 15  | +22.323   | 16  | 1    |
| 16                                                             | 82 | Stefano Nepa       | SIC58 Squadra Corse           | Honda   | 15  | +22.419   | 17  |      |
| 17                                                             | 8  | Eddie O'Shea       | GRYD – Mlav Racing            | Honda   | 15  | +38.931   | 24  |      |
| 18                                                             | 55 | Noah Dettwiler     | CIP Green Power               | KTM     | 15  | +39.022   | 22  |      |
| 19                                                             | 5  | Tatchakorn Buasri  | Honda Team Asia               | Honda   | 15  | +39.144   | 21  |      |
| 20                                                             | 21 | Ruche Moodley      | DENSSI Racing – BOE           | KTM     | 15  | +45.349   | 20  |      |
| 21                                                             | 30 | Max Cook           | GRYD – Mlav Racing            | Honda   | 15  | +1:20.183 | 25  |      |
| Ret                                                            | 78 | Joel Esteban       | Leopard Racing                | Honda   | 14  | technika  | 23  |      |
| Ret                                                            | 36 | Ángel Piqueras     | FRINSA – MT Helmets – MSI     | KTM     | 14  | nehoda    | 2   |      |
| Ret                                                            | 64 | David Muñoz        | LIQUI MOLY Dynavolt Intact GP | KTM     | 4   | nehoda    | 7   |      |
| Ret                                                            | 66 | Joel Kelso         | LEVELUP-MTA                   | KTM     | 3   | nehoda    | 4   |      |
| Ret                                                            | 71 | Dennis Foggia      | CFMOTO Valresa Aspar Team     | KTM     | 0   | technika  | 9   |      |
| Nejrychlejší kolo: Taiyo Furusato (Honda) - 2:10.794 (kolo 14) |    |                    |                               |         |     |           |     |      |
| OFFICIAL MOTO3 RACE REPORT                                     |    |                    |                               |         |     |           |     |      |

## Startovní listina MotoGP
| Tovární týmy                      | Tovární týmy | Tovární týmy            | Tovární týmy | Tovární týmy          |
| Tým                               | Konstruktér  | Motorka                 | st.č.        | Jezdec                |
| --------------------------------- | ------------ | ----------------------- | ------------ | --------------------- |
| Aprilia Racing                    | Aprilia      | Aprilia RS-GP25         | 32           | Lorenzo Savadori      |
| Aprilia Racing                    | Aprilia      | Aprilia RS-GP25         | 72           | Marco Bezzecchi       |
| Ducati Lenovo Team                | Ducati       | Ducati Desmosedici GP25 | 63           | Francesco Bagnaia     |
| Ducati Lenovo Team                | Ducati       | Ducati Desmosedici GP25 | 93           | Marc Márquez          |
| Honda HRC Castrol                 | Honda        | Honda RC213V            | 10           | Luca Marini           |
| Honda HRC Castrol                 | Honda        | Honda RC213V            | 36           | Joan Mir              |
| Honda HRC Castrol                 | Honda        | Honda RC213V            | 41           | Aleix Espargaro       |
| Red Bull KTM Factory Racing       | KTM          | KTM RC16                | 33           | Brad Binder           |
| Red Bull KTM Factory Racing       | KTM          | KTM RC16                | 37           | Pedro Acosta          |
| Monster Energy Yamaha MotoGP      | Yamaha       | Yamaha YZR-M1           | 20           | Fabio Quartararo      |
| Monster Energy Yamaha MotoGP      | Yamaha       | Yamaha YZR-M1           | 42           | Álex Rins             |
| Satelitní týmy                    |              |                         |              |                       |
| Tým                               | Konstruktér  | Motorka                 | st.č.        | Jezdec                |
| Trackhouse MotoGP Team            | Aprilia      | Aprilia RS-GP           | 25           | Raúl Fernández        |
| Trackhouse MotoGP Team            | Aprilia      | Aprilia RS-GP           | 79           | Ai Ogura              |
| Pertamina Enduro VR46 Racing Team | Ducati       | Ducati Desmosedici GP24 | 21           | Franco Morbidelli     |
| Pertamina Enduro VR46 Racing Team | Ducati       | Ducati Desmosedici GP25 | 49           | Fabio Di Giannantonio |
| Gresini Racing MotoGP             | Ducati       | Ducati Desmosedici GP24 | 54           | Fermín Aldeguer       |
| Gresini Racing MotoGP             | Ducati       | Ducati Desmosedici GP24 | 73           | Álex Márquez          |
| LCR Honda Castrol                 | Honda        | Honda RC213V            | 5            | Johann Zarco          |
| LCR Honda IDEMITSU                | Honda        | Honda RC213V            | 35           | Somkiat Chantra       |
| Red Bull KTM Tech3                | KTM          | KTM RC16                | 12           | Maverick Viñales      |
| Red Bull KTM Tech3                | KTM          | KTM RC16                | 23           | Enea Bastianini       |
| Prima Pramac Yamaha               | Yamaha       | Yamaha YZR-M1           | 43           | Jack Miller           |
| Prima Pramac Yamaha               | Yamaha       | Yamaha YZR-M1           | 88           | Miguel Oliveira       |

| Legenda                 |
| ----------------------- |
| Stálý jezdec            |
| Nováček                 |
| Jezdec na divokou kartu |
| Náhradní jezdec         |

| Předchozí Velká cena: Velká cena Francie 2025    | Mistrovství světa silničních motocyklů 2025    | Následující Velká cena: Velká cena Aragonu 2025    |
| Předchozí ročník: Velká cena Velké Británie 2024 | Velká cena Velké Británie silničních motocyklů | Následující ročník: Velká cena Velké Británie 2026 |